# 에너지는 순환한다
에너지는 순환한다(Reset My Girl)는 한국에서 제작된 장은경 감독의 2004년 영화이다. 이슬기 등이 주연으로 출연하였다.

## 출연

### 주연
- 이슬기
- 선호진
- 김화란